# O Navio dos Mortos
The Ship of the Dead (traduzido no Brasil e em Portugal como O Navio dos Mortos) é um romance jovem-adulto de fantasia baseado na mitologia nórdica escrito por Rick Riordan. É o terceiro e último livro da trilogia Magnus Chase e os Deuses de Asgard, precedido por O Martelo de Thor. Foi lançado no Brasil em 3 de outubro de 2017, e em Portugal dia 1 de abril de 2018. A história é narrada em primeira pessoa por Magnus Chase, um adolescente de 16 anos semideus, einherji e órfão. Ele e sua tripulação navegam para as fronteiras mais distantes de Jotunheim e Niflheim em busca da maior ameaça para Asgard.

## Resumo
O livro começa com Magnus sendo treinado por Percy Jackson para uma missão em alto mar, Annabeth e Alex Fierro estavam os acompanhando. Ele e Alex vão a mansão Chase, onde recuperam notas escritas por Randolph em diferentes momentos. Depois de chegar em Valhalla, Magnus convoca um navio presenteado por seu pai Frey. Mallory Keen, Mestiço Gunderson, Thomas Jefferson Jr., Samirah al-Abbas e Alex acompanham Magnus, enquanto planejam pegar Blitzen e Hearthstone pelo caminho. A conversa da tripulação é ouvida pelas Nove Gigantas das Ondas, que os levam para o salão viking de Aegir, onde descobrem que Hearth e Blitz estão sendo mantidos prisioneiros. A filha mais velha do gigante reconhece Magnus de seu encontro anterior com sua mãe Ran. Ao ser ameaçado, Magnus promete derrotar Loki em um vitupério (competição de insultos), vingar a humilhação de Aegir, já que o Jötunn foi derrotado anteriormente pelo deus, e trazer uma amostra do hidromel de Kvasir. Aegir os convida a fugir enquanto ele não está olhando, mas a tripulação é atacada pelas nove filhas de Aegir. Eles conseguem escapar com a ajuda do avô de Magnus, Njord. O deus revela a Magnus que a única maneira de derrotar Loki é bebendo o hidromel de Kvasir. A tripulação continua sua jornada, com Blitz e Hearth viajando separadamente para recuperar a pedra de amolar de Bolverk.
Enquanto a equipe se dirige a York,  Samirah jejua durante o Ramadã, e as histórias de fundo dos membros são reveladas. Mallory é filha de Frigga e morreu ao desarmar uma bomba na Irlanda; Mestiço morreu perto de Jorvik; T.J. morreu após aceitar à força um desafio sem esperança, uma característica herdada de seu pai Tyr. A equipe chega a York, onde se divide, Alex, T.J. e Magnus duelam com o gigante Hrungnir pela localização do hidromel de Kvasir. Eles obtêm a informação de que precisam: O hidromel está em Jorvik, também conhecida como Noruega no reino humano. A equipe vai para a Noruega, e novamente se separa, Magnus, Sam e Mallory recuperam o hidromel de Kvasir da filha de Suttung, Gunnlöð. Alex, Gunderson e T.J. lutam contra Baugi, com Mestiço o derrotando sozinho. Suttung é morto por Magnus e Jacques com ajuda de corvos. Eles também descobrem que Naglfar (Navio das Unhas) está congelado entre Niflheim e Jotunheim. Quase morrerem congelados enquanto viajam para Niflheim, mas foram resgatados por Skadi, a ex-mulher de Njord. Magnus bebe o hidromel de Kvasir e a tripulação vai para Naglfar. Lá, Magnus começa sua competição contra Loki, mas decide não insultar o deus. Em vez disso, ele expressa o amor e a confiança que tem por sua tripulação e a pena que tem de Loki por sua evidente solidão, já que até mesmo sua esposa Sigyn o abandonou. Loki encolhe ao ouvir as palavras de Magnus e é aprisionado em uma noz dada a Mallory anteriormente por Frigga. Magnus e seus amigos vão para Vigridr, o Último Campo de Batalha, e encontram os deuses, que os parabenizam por terem derrotado Loki e adiado o Ragnarök. Por isso, Magnus é recompensado com uma dádiva de Odin, e ele pede a Odin que lhe empreste seus advogados para que possa converter a mansão de Randolph em um abrigo para sem-tetos. Mais tarde, ele conta sua aventura para Annabeth, que está chorando devido aos acontecimentos recentes de O Labirinto de Fogo.

## Personagens

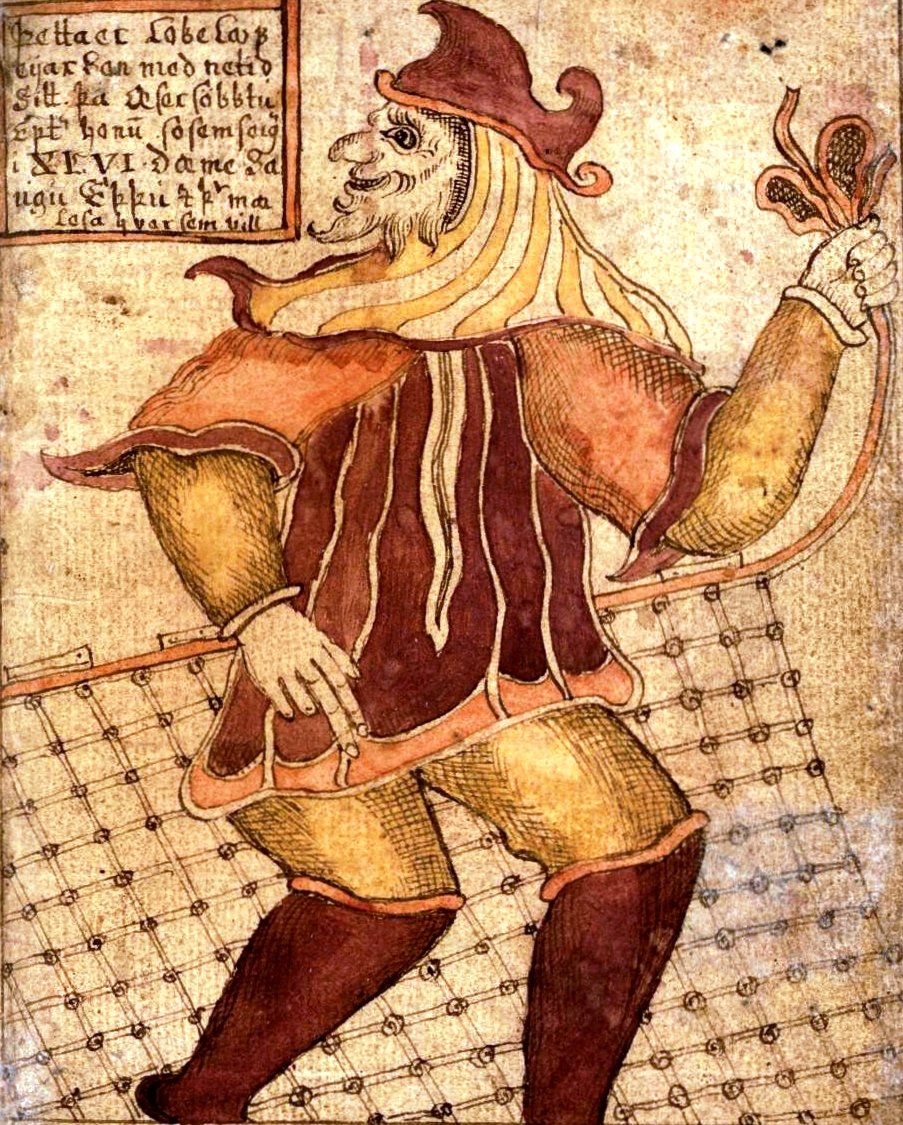
Imagem do deus Loki. A aparência não é igual a do livro.

- Magnus Chase - Einherji filho do deus nórdico Frey e da humana Natalie Chase. Ele tem de poderes de cura e resistência a temperaturas extremas, e luta com a Espada do Verão.[3]

- Percy Jackson - Filho do deus do mar: Poseidon. Nessa série, aparece brevemente para ensinar a Magnus habilidades de sobrevivência no oceano. Ele é o namorado de Annabeth Chase. Além disso é o protagonista principal da série Percy Jackson e os Olimpianos e também está em Os Heróis do Olimpo.[3][4]
- Alex Fierro - Einherji de gênero fluido, cuja mãe era Loki. Ao longo do livro, a personagem é chamada de “ele” ou “ela”, dependendo de seu gênero atual, em vez de usar pronome neutros, na maior parte do tempo usando pronomes femininos, a menos que diga o contrário. Alex gosta de cerâmica e usa um garrote como arma. Ela também tem metamorfose, como sua mãe.[3]
- Annabeth Chase - Prima de Magnus. Semideusa filha da deusa grega Atena. Também está nas sagas Percy Jackson e os Olimpianos e Os Heróis do Olimpo.[3][5]
- Mallory Keen -  Einherji filha da deusa Frigga e da humana e de um homem não identificado. É a mãe do "grupo", uma forte e habilidosa semideusa, morreu em 1972, após desarmar uma bomba na Sexta-Feira Sangrenta.[3][6]
- Mestiço Gunderson - Berserker e Einherji, não tem pais conhecidos. Morreu em uma batalha durante a invasão a Ânglia Oriental, no século IX[3]
- Thomas Jefferson Jr. - Einherji, filho de Tyr, e de uma ex-escravizada. Morreu dia 18 de julho de 1863, lutando do lado da União na Guerra Civil Americana[3]
- Samirah “Sam” al-Abbas - Valquíria filha de Loki e de uma médica humana. Sam é muçulmana e espera se tornar pilota de aeronaves. Ela também realiza missões especiais secundárias para o deus Odin.[3]
- Blitzen “Blitz” - Elfo negro filho do anão Bilì e da deusa Freya, o que o torna primo de Magnus. Blitz possui e opera uma loja de roupas chamada “O Melhor de Blitzen” em Boston.[3]
- Hearthstone “Hearth” - Elfo, filho do influente elfo Alderman. Ele é surdo, o que sempre desagradou seus pais, especialmente após a morte do filho mais novo, Andiron. Ele fala a linguagem de sinais élficas (mesma língua da ASL) e usa magia lançando pedras rúnicas.[3]
- Jacques (Espada do Verão) - anteriormente a espada de Frey, agora em posse do filho do deus, Magnus. Espada do Verão escolheu o nome “Jacques” quando Magnus tomou posse dele. A espada é capaz de lutar, falar e voar por conta própria, mas a próxima pessoa a segurá-lo sente fadiga como se tivesse feito as ações de Jacques.[3]
- Loki: O Deus das travessuras e da mentira, ele novamente é o principal antagonista.[3]

## Desenvolvimento e marketing

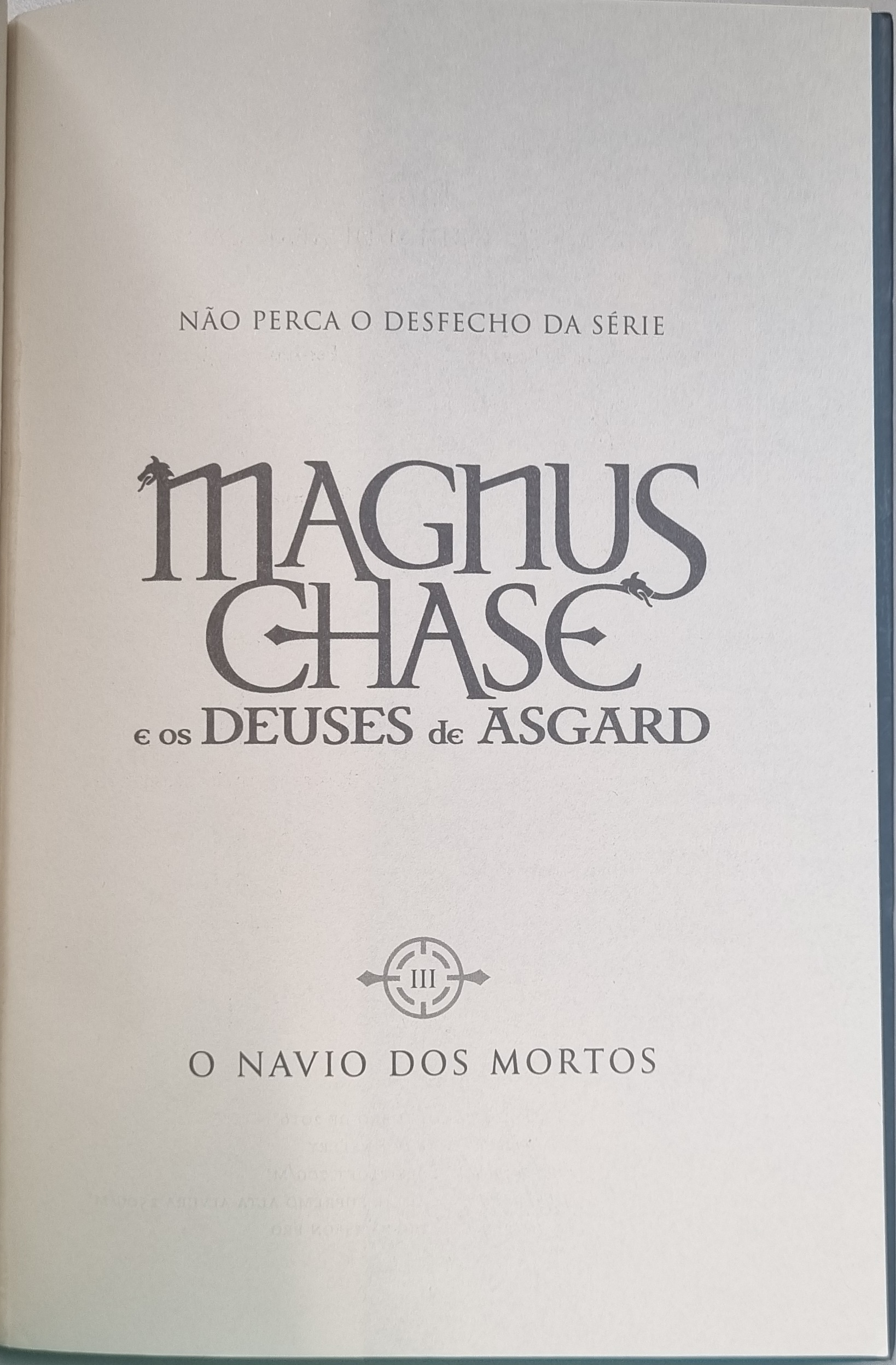
Última página de O Martelo de Thor, anunciando o desfecho da saga

Rick Riordan anunciou O Navio dos Mortos no mesmo dia de lançamento do livro O Martelo de Thor, o segundo romance da trilogia Magnus Chase e os Deuses de Asgard. Segundo ele, este seria o último livro da saga.
No iTunes, os três primeiros capítulos do livro foram divulgados em 17 de setembro de 2017. A capa, ilustrada por John Rocco, foi lançado em 26 de abril de 2017, e um trailer foi publicado no YouTube em 2 de outubro de 2017.  Para promover O Navio dos Mortos, Riordan fez uma turnê de nove dias pelos Estados Unidos a partir de 3 de outubro de 2017.

## Lançamento
O romace foi divulgado nos Estados Unidos pela Disney-Hyperion em 3 de outubro de 2017. O audiolivro, narrado por Michael Crouch, foi publicado na mesma data através da Books on Tapes. O livro recebeu edições em E-book, capa dura (não disponível em português) e brochura.
O Navio dos Mortos vendeu mais de 57.000 cópias durante a sua primeira semana de lançamento. Até dezembro de 2017, comercializou mais de 219.000 cópias. Após o lançamento, o livro foi classificado em segundo lugar na lista de best-sellers da USA Today.

## Recepção
O website brasileiro Poltrona de Nerd, comentou positivamente sobre o livro: "um bom desfecho". Entrou para a lista dos melhores livros de 2017 da empresa Barnes & Noble. O romance se tornou o campeão do Goodreads Choice Awards na categoria de "Melhor livro infantil e Jovem-adulto de 2017".